# Ame-no-ohabari
Ame-no-Ohabari (天之尾羽張?), a volte scritto Ameno Ohabari o Ama-no-Ohabari, è una leggendaria lama giapponese e anche il nome di un kami nella mitologia giapponese. Il suo significato letterale è "Lama dalla punta celeste estesa". È un tipo di spada sacra nota come Totsuka-no-Tsurugi (十拳剣?, "Spada della lunghezza di dieci palmi)".

## Descrizione
La spada sacra (Totsuka-no-Tsurugi) posseduta da Izanagi fu usata per uccidere Kagutsuchi, responsabile della morte di sua moglie Izanami. Nel Kojiki è presentato come un kami il cui nome è Ame-no-Ohabari-no-Kami (天之尾羽張神?), o anche come Itsu-no-Ohabari (伊都之尾羽張?). Takemikazuchi (la divinità principale del santuario Kashima-jingu), che gioca un ruolo importante nel mito della sottomissione di Ashihara no Nakatsukuni, è descritto come il figlio (nel Kojiki) o discendente (Nihon shoki) di Ame-no-ohabari.

## Mito
Nel capitolo "Kamiumi" (nascita degli dei) del Kojiki, Izanagi, il padre degli dei dalla settima generazione in poi, era furioso perché sua moglie Izanami era morta mentre dava alla luce il dio del fuoco, Kagutsuchi. Egli tagliò la testa di Kagutsuchi con l'Ame-no-Ohabari. Il sangue che gocciolava dalla lama diede vita a otto dei, ognuno legato al fuoco, al tuono e alle spade, incluso Takemikazuchi-no-kami. Il sangue che gocciolava dalla lama formò anche il dio del mare Watatsumi e il dio della pioggia Kuraokami.
Nel Kojiki, nel capitolo sulla sottomissione di Ashihara no Nakatsukuni, le divinità celesti Amaterasu e Takamusubi decretarono che Takemikazuchi o suo padre Itsu-no-ohabari dovessero essere inviati per la conquista. Itsu-no-ohabari qui possiede la mente e la parola di un kami senziente, e offrì volontario suo figlio Takemikazuchi per la campagna di sottomissione.